# Фарма (7. сезона)
Фарма 7 је седма сезона српске ријалити-телевизијске емисије Фарма. Емитована је од 15. фебруара до 29. јуна 2016. и трајала је 135 дана. Приказивали су је Пинк у Србији, Пинк БХ у Босни и Херцеговини, Пинк М у Црној Гори и Пинк плус у осталим државама. Водитељи седме сезоне били су Огњен Амиџић, Душица Јаковљевић, Катарина Николић и Владимир Станојевић. Победница седме сезоне је Јелена Голубовић, док је другопласирани Жика Ђорђевић.
Прати групу познатих личности које живе заједно двадесет и четири сата дневно на фарми, изолованој од спољашњег света (превасходно од масовних медија, као што су новине, телефони, телевизија и интернет), а све њихове кораке свакодневно прате видео-камере, без приватности. Сваке седмице такмичари, познати као „фармери”, пролазе кроз номинације и елиминације. Гледаоци затим одлучују ко од номинованих треба да напусти ријалити. Последњи преостали фармер постаје победник и осваја награду од 50.000 евра.

## Формат
У насељу Лисовић, на преко два хектара земље, изграђена је фарма заједно са помоћним објектима као што су: свињац, штала, сеник, радионица, башта, кокошињац и тор, смешта се двадесетак познатих личности које се за нешто дуже од три до четри месеца боре за награду од 100.00 или 50.000 евра, и на којем ће живети без струје, текуће воде, хранећи себе биљкама које ће сами и узгајати, и млеком и месом домаћих животиња о којима сами брину. Концепт је у свакој земљи веома сличан. Сваког понедељка бира се „газда” који води фарму и заводи ред и дисциплину, а који такође бира своје „слуге”.

## Фармери
- Сани Трик Еф Икс (Сани Ибрахимов), певач
- Наталија Трик Еф Икс (Наталија Ибрахимов), певачица
- Цеца (Светлана Јовановић), модел
- МС Н (Немања Милошевић), репер
- Душица Грабовић, певачица и учесница Парова
- Жика (Живојин Ђорђевић), оснивач бенда Вива Романа
- Мики Мећава (Милан Обрадовић), певач
- Кристина Чанковић, певачица и балерина
- Веселин Докнић, модел
- Гаги Ђогани, певач
- Марија Мијатовић, певачица
- Филип Ђукић, модел и учесник Парова
- Деспот (Стефан Деспотовић), фитнес инструктор
- Гога (Гордана Алексић), стриптизета
- Црни (Милан Ђорђевић), студент и ди-џеј
- Александра Благојевић, певачица и учесница Пинкових звезда
- Стефан Јаковљевић, певач
- Маја Милошевић, певачица и учесница Пинкових звезда
- Чедо (Чедомир Дачић), текстописац
- Цуца (Ивона Неговановић), певачица и учесница Парова и Малдива
- Рајко Хоризонт (Рајко Ковачевић), певач и шоумен
- Бане Ђокић, певач
- Марина Перазић, певачица
- Звонко Пантовић Чипи, оснивач бенда Освајачи
- Кева (Зорица Марковић), учесница Великог брата
- Зорица Марковић, певачица
- Џаро (Велибор Џаровски), менаџер спортиста
- Весна Змијанац , певачица
- Сашка Каран (Савка Газивода), певачица
- Никола Лакић, фудбалер
- Балерина (Јелена Милошевић), балерина и глумица
- Лепи Мића (Мирослав Пржуљ), певач
- Јасмина Меденица, певачица и глумица
- Светлана Голубовић, Јеленина мајка
- Сандра Валтеровић, певачица
- Марија Ана Смиљанић, певачица и учесница Парова
- Макса (Немања Максимовић), певач и учесник Пинкових звезда
- Анђела Вештица (Анђела Митковски), стриптизета и старлета
- Милош Радичевић, модел

## Историја гласања
| Газда (имунитет) | Мики             | Чедо             | Маја               | Цеца               | Никола                    | Марина                    | Душица                    | Јелена                    | Сандра                    | Мића                      | Црни                      | Мића                      | Немања                    | Маја                       | Мића                       | Јелена                     | Гога                       | Жика                       | нико                       | нико                       | нико                       |                            |                            |                            |                            |                            |                            |                            |                      |                      |                      |                      |                      |
| Слуге            | Весна Чедо       | Душица Филип     | Гога Бане          | Сашка Никола       | Цеца Филип                | Кристина Стефан           | Марина Жика               | Кева Мића                 | Јелена Црни               | Сандра Црни               | Светлана Мики             | МаријаАна Немања          | Маја Чипи                 | Душица Никола              | Јелена Жика                | Цеца Чипи                  | Сашка Жика                 | Марина Мики                | нико                       | нико                       | нико                       |                            |                            |                            |                            |                            |                            |                            |                      |                      |                      |                      |                      |
|                  |                  |                  |                    |                    |                           |                           |                           |                           |                           |                           |                           |                           |                           |                            |                            |                            |                            |                            |                            |                            |                            |                            |                            |                            |                            |                            |                            |                            |                      |                      |                      |                      |                      |
| Јелена           | није била        | није била        | није била          | није била          | Цеца                      | Стефан                    | Жика                      | Кева                      | номинована                | Црни                      | Мики                      | Немања                    | Чипи                      | Душица                     | номинована                 | Цеца                       | Жика                       | Мики                       | 1. место (136. дан)        | 1. место (136. дан)        | 1. место (136. дан)        |                            |                            |                            |                            |                            |                            |                            |                      |                      |                      |                      |                      |
| Жика             | Чедо             | Душица           | Бане               | ??                 | Цеца                      | Кристина                  | номинован                 | Кева                      | Јелена                    | Сандра                    | Светлана                  | Марија Ана                | Маја                      | Никола                     | номинован                  | Цеца                       | номинован                  | Мики                       | 2. место (136. дан)        | 2. место (136. дан)        | 2. место (136. дан)        |                            |                            |                            |                            |                            |                            |                            |                      |                      |                      |                      |                      |
| Немања           | Чедо             | Душица           | Гога               | ??                 | Цеца                      | Кристина                  | Марина                    | Кева                      | Црни                      | Сандра                    | Светлана                  | номинован                 | Маја                      | Никола                     | Јелена                     | Цеца                       | Сашка                      | Марина                     | 3. место (136. дан)        | 3. место (136. дан)        | 3. место (136. дан)        |                            |                            |                            |                            |                            |                            |                            |                      |                      |                      |                      |                      |
| Цеца             | Чедо             | Душица           | Бане               | ??                 | номинована                | Стефан                    | Жика                      | Кева                      | Црни                      | Сандра                    | Мики                      | Марија Ана                | Чипи                      | Никола                     | Јелена                     | номинован                  | Сашка                      | Марина                     | 4. место (136. дан)        | 4. место (136. дан)        | 4. место (136. дан)        |                            |                            |                            |                            |                            |                            |                            |                      |                      |                      |                      |                      |
| Марина           | Чедо             | Душица           | Гога               | ??                 | Цеца                      | Кристина                  | номинована                | Кева                      | Јелена                    | Сандра                    | Светлана                  | Марија Ана                | Маја                      | Никола                     | Јелена                     | Цеца                       | Сашка                      | номинована                 | 5. место (136. дан)        | 5. место (136. дан)        | 5. место (136. дан)        |                            |                            |                            |                            |                            |                            |                            |                      |                      |                      |                      |                      |
| Мики             | Весна            | Душица           | Бане               | ??                 | Цеца                      | Кристина                  | Марина                    | Мића                      | Црни                      | Сандра                    | номинован                 | Немања                    | Маја                      | Душица                     | Жика                       | Цеца                       | Сашка                      | номинован                  | 6. место (136. дан)        | 6. место (136. дан)        | 6. место (136. дан)        |                            |                            |                            |                            |                            |                            |                            |                      |                      |                      |                      |                      |
| Марија Ана       | није била        | није била        | није била          | није била          | није била                 | није била                 | Марина                    | Кева                      | Јелена                    | Црни                      | Светлана                  | номинована                | Чипи                      | Душица                     | Жика                       | Цеца                       | Жика                       | Марина                     | 7. место (Day 136)         | 7. место (Day 136)         | 7. место (Day 136)         |                            |                            |                            |                            |                            |                            |                            |                      |                      |                      |                      |                      |
| Душица           | Чедо             | номинована       | Бане               | ??                 | Цеца                      | Стефан                    | Марина                    | Кева                      | Јелена                    | банована                  | Светлана                  | Марија Ана                | Маја                      | номинована                 | Јелена                     | Цеца                       | Жика                       | Мики                       | избачен (134. дан)         | избачен (134. дан)         | избачен (134. дан)         |                            |                            |                            |                            |                            |                            |                            |                      |                      |                      |                      |                      |
| Филип            | Чедо             | номинован        | Бане               | ??                 | номинован                 | Кристина                  | Марина                    | Кева                      | Јелена                    | Сандра                    | Светлана                  | Марија Ана                | Маја                      | Душица                     | Жика                       | Цеца                       | Сашка                      | Марина                     | избачен (134. дан)         | избачен (134. дан)         | избачен (134. дан)         |                            |                            |                            |                            |                            |                            |                            |                      |                      |                      |                      |                      |
| Гога             | Чедо             | Душица           | номинована         | ??                 | Цеца                      | Кристина                  | Марина                    | Мића                      | Јелена                    | Сандра                    | Светлана                  | Немања                    | Маја                      | Душица                     | Јелена                     | Цеца                       | Сашка                      | Марина                     | избачена (134. дан)        | избачена (134. дан)        | избачена (134. дан)        |                            |                            |                            |                            |                            |                            |                            |                      |                      |                      |                      |                      |
| Сашка            | Весна            | Душица           | банована           | номинована         | Цеца                      | Сефан                     | Марина                    | Мића                      | Јелена                    | Сандра                    | Мики                      | Немања                    | Маја                      | Никола                     | Јелена                     | Цеца                       | номинована                 | Мики                       | избачена (133. дан)        | избачена (133. дан)        | избачена (133. дан)        |                            |                            |                            |                            |                            |                            |                            |                      |                      |                      |                      |                      |
| Чипи             | Чедо             | Душица           | Гога               | ??                 | Цеца                      | Кристина                  | Марина                    | Кева                      | Јелена                    | Сандра                    | Светлана                  | Марија Ана                | номинован                 | Никола                     | Јелена                     | номинован                  | Сашка                      | Мики                       | избачен (132. дан)         | избачен (132. дан)         | избачен (132. дан)         |                            |                            |                            |                            |                            |                            |                            |                      |                      |                      |                      |                      |
| Мића             | није био         | није био         | није био           | ??                 | Цеца                      | Кристина                  | Marina                    | номинован                 | Јелена                    | Сандра                    | Мики                      | Марија Ана                | Маја                      | Никола                     | Јелена                     | Цеца                       | Жика                       | Марина                     | избачен (132. дан)         | избачен (132. дан)         | избачен (132. дан)         |                            |                            |                            |                            |                            |                            |                            |                      |                      |                      |                      |                      |
| Црни             | Чедо             | Душица           | Бане               | ??                 | Филип                     | Кристина                  | Марина                    | Кева                      | номинован                 | номинован                 | Мики                      | банован                   | Маја                      | Душица                     | избачен (99. дан) Жика     | Чипи                       | Жика                       | Мики                       | гост (100.-127. дан)       | гост (100.-127. дан)       | гост (100.-127. дан)       | гост (100.-127. дан)       | гост (100.-127. дан)       | гост (100.-127. дан)       | гост (100.-127. дан)       | гост (100.-127. дан)       | гост (100.-127. дан)       | гост (100.-127. дан)       | гост (100.-127. дан) | гост (100.-127. дан) | гост (100.-127. дан) | гост (100.-127. дан) | гост (100.-127. дан) |
| Никола           | није био         | Душица           | Гога               | номинован          | Цеца                      | Кристина                  | Марина                    | Кева                      | Јелена                    | Сандра                    | Мики                      | Марија Ана                | Маја                      | номинован                  | Жика                       | Цеца                       | Сашка                      | избачен (123. дан)         | избачен (123. дан)         | избачен (123. дан)         | избачен (123. дан)         | избачен (123. дан)         | избачен (123. дан)         | избачен (123. дан)         | избачен (123. дан)         | избачен (123. дан)         | избачен (123. дан)         | избачен (123. дан)         | избачен (123. дан)   | избачен (123. дан)   | избачен (123. дан)   | избачен (123. дан)   |                      |
| Маја             | Чедо             | Душица           | Гога               | ??                 | Цеца                      | Кристина                  | Марина                    | Мића                      | Јелена                    | Сандра                    | Светлана                  | Марија Ана                | номинована                | Никола                     | Јелена                     | Цеца                       | Сашка                      | избачена (120. дан)        | избачена (120. дан)        | избачена (120. дан)        | избачена (120. дан)        | избачена (120. дан)        | избачена (120. дан)        | избачена (120. дан)        | избачена (120. дан)        | избачена (120. дан)        | избачена (120. дан)        | избачена (120. дан)        | избачена (120. дан)  | избачена (120. дан)  | избачена (120. дан)  | избачена (120. дан)  |                      |
| Кева             | Чедо             | Душица           | Гога               | ??                 | Цеца                      | Кристина                  | Марина                    | номинована                | Јелена                    | Сандра                    | Светлана                  | Марија Ана                | Чипи                      | Душица                     | Жика                       | Цеца                       | избачена (113. дан)        | избачена (113. дан)        | избачена (113. дан)        | избачена (113. дан)        | избачена (113. дан)        | избачена (113. дан)        | избачена (113. дан)        | избачена (113. дан)        | избачена (113. дан)        | избачена (113. дан)        | избачена (113. дан)        | избачена (113. дан)        | избачена (113. дан)  | избачена (113. дан)  | избачена (113. дан)  |                      |                      |
| Светлана         | није била        | није била        | није била          | није била          | Цеца                      | Кристина                  | Марина                    | Кева                      | Црни                      | Сандра                    | номинована                | Марија Ана                | Чипи                      | Душица                     | Жика                       | избачена (106. дан)        | избачена (106. дан)        | избачена (106. дан)        | избачена (106. дан)        | избачена (106. дан)        | избачена (106. дан)        | избачена (106. дан)        | избачена (106. дан)        | избачена (106. дан)        | избачена (106. дан)        | избачена (106. дан)        | избачена (106. дан)        | избачена (106. дан)        | избачена (106. дан)  | избачена (106. дан)  |                      |                      |                      |
| Весна            | номинована       | Филип            | Бапе               | ??                 | Цеца                      | Кристина                  | Марина                    | Кева                      | Црни                      | Сандра                    | Светлана                  | Марија Ана                | Мајa                      | дисквалификована (95. дан) | дисквалификована (95. дан) | дисквалификована (95. дан) | дисквалификована (95. дан) | дисквалификована (95. дан) | дисквалификована (95. дан) | дисквалификована (95. дан) | дисквалификована (95. дан) | дисквалификована (95. дан) | дисквалификована (95. дан) | дисквалификована (95. дан) | дисквалификована (95. дан) | дисквалификована (95. дан) | дисквалификована (95. дан) | дисквалификована (95. дан) |                      |                      |                      |                      |                      |
| Марија           | Чедо             | Душица           | Бапе               | ??                 | Цеца                      | Кристина                  | Марина                    | Кева                      | Јелена                    | Сандра                    | Светлана                  | Марија Ана                | Чипи                      | избачена (92. дан)         | избачена (92. дан)         | избачена (92. дан)         | избачена (92. дан)         | избачена (92. дан)         | избачена (92. дан)         | избачена (92. дан)         | избачена (92. дан)         | избачена (92. дан)         | избачена (92. дан)         | избачена (92. дан)         | избачена (92. дан)         | избачена (92. дан)         | избачена (92. дан)         | избачена (92. дан)         |                      |                      |                      |                      |                      |
| Милош            | није био         | није био         | није био           | није био           | није био                  | није био                  | није био                  | није био                  | није био                  | није био                  | није био                  | није био                  | гост (85.-89. дан)        | гост (85.-89. дан)         | гост (85.-89. дан)         | гост (85.-89. дан)         | гост (85.-89. дан)         | гост (85.-89. дан)         | гост (85.-89. дан)         | гост (85.-89. дан)         | гост (85.-89. дан)         | гост (85.-89. дан)         | гост (85.-89. дан)         | гост (85.-89. дан)         | гост (85.-89. дан)         | гост (85.-89. дан)         | гост (85.-89. дан)         |                            |                      |                      |                      |                      |                      |
| Стефан           | Чедо             | Душица           | Бапе               | ??                 | Цеца                      | номинован                 | Марина                    | избачен (50. дан)         | избачен (50. дан)         | Сандра                    | Мики                      | Марија Ана                | избачен (85. дан)         | избачен (85. дан)          | избачен (85. дан)          | избачен (85. дан)          | избачен (85. дан)          | избачен (85. дан)          | избачен (85. дан)          | избачен (85. дан)          | избачен (85. дан)          | избачен (85. дан)          | избачен (85. дан)          | избачен (85. дан)          | избачен (85. дан)          | избачен (85. дан)          | избачен (85. дан)          |                            |                      |                      |                      |                      |                      |
| Mакса            | није био         | није био         | није био           | није био           | није био                  | није био                  | Марина                    | Кева                      | Јелена                    | Сандра                    | Svetlana                  | избачен (78. дан)         | избачен (78. дан)         | избачен (78. дан)          | избачен (78. дан)          | избачен (78. дан)          | избачен (78. дан)          | избачен (78. дан)          | избачен (78. дан)          | избачен (78. дан)          | избачен (78. дан)          | избачен (78. дан)          | избачен (78. дан)          | избачен (78. дан)          | избачен (78. дан)          | избачен (78. дан)          |                            |                            |                      |                      |                      |                      |                      |
| Сандра           | није била        | није била        | није била          | није била          | није била                 | није била                 | Марина                    | Кева                      | Јелена                    | номинована                | избачена (71. дан)        | избачена (71. дан)        | избачена (71. дан)        | избачена (71. дан)         | избачена (71. дан)         | избачена (71. дан)         | избачена (71. дан)         | избачена (71. дан)         | избачена (71. дан)         | избачена (71. дан)         | избачена (71. дан)         | избачена (71. дан)         | избачена (71. дан)         | избачена (71. дан)         | избачена (71. дан)         |                            |                            |                            |                      |                      |                      |                      |                      |
| Балерина         | није била        | није била        | није била          | ??                 | Цеца                      | Кристина                  | Марина                    | Кева                      | Јелена                    | избачена (64. дан)        | избачена (64. дан)        | избачена (64. дан)        | избачена (64. дан)        | избачена (64. дан)         | избачена (64. дан)         | избачена (64. дан)         | избачена (64. дан)         | избачена (64. дан)         | избачена (64. дан)         | избачена (64. дан)         | избачена (64. дан)         | избачена (64. дан)         | избачена (64. дан)         | избачена (64. дан)         |                            |                            |                            |                            |                      |                      |                      |                      |                      |
| Анђела           | није била        | није била        | није била          | није била          | није била                 | није била                 | није била                 | Кева                      | изашла (62. дан)          | изашла (62. дан)          | изашла (62. дан)          | изашла (62. дан)          | изашла (62. дан)          | изашла (62. дан)           | изашла (62. дан)           | изашла (62. дан)           | изашла (62. дан)           | изашла (62. дан)           | изашла (62. дан)           | изашла (62. дан)           | изашла (62. дан)           | изашла (62. дан)           | изашла (62. дан)           |                            |                            |                            |                            |                            |                      |                      |                      |                      |                      |
| Јасмина          | није била        | није била        | није била          | није била          | Филип                     | Стефан                    | Жика                      | Кева                      | избачен (57. дан)         | избачен (57. дан)         | избачен (57. дан)         | избачен (57. дан)         | избачен (57. дан)         | избачен (57. дан)          | избачен (57. дан)          | избачен (57. дан)          | избачен (57. дан)          | избачен (57. дан)          | избачен (57. дан)          | избачен (57. дан)          | избачен (57. дан)          | избачен (57. дан)          | избачен (57. дан)          |                            |                            |                            |                            |                            |                      |                      |                      |                      |                      |
| Сани             | Чедо             | Душица           | Гога               | ??                 | Цеца                      | Стефан                    | /                         | изашао (50. дан)          | изашао (50. дан)          | изашао (50. дан)          | изашао (50. дан)          | изашао (50. дан)          | изашао (50. дан)          | изашао (50. дан)           | изашао (50. дан)           | изашао (50. дан)           | изашао (50. дан)           | изашао (50. дан)           | изашао (50. дан)           | изашао (50. дан)           | изашао (50. дан)           | изашао (50. дан)           |                            |                            |                            |                            |                            |                            |                      |                      |                      |                      |                      |
| Кристина         | Чедо             | Филип            | Бапе               | ??                 | Цеца                      | номинована                | избачена (43. дан)        | избачена (43. дан)        | избачена (43. дан)        | избачена (43. дан)        | избачена (43. дан)        | избачена (43. дан)        | избачена (43. дан)        | избачена (43. дан)         | избачена (43. дан)         | избачена (43. дан)         | избачена (43. дан)         | избачена (43. дан)         | избачена (43. дан)         | избачена (43. дан)         | избачена (43. дан)         |                            |                            |                            |                            |                            |                            |                            |                      |                      |                      |                      |                      |
| Зорица М.        | Чедо             | Душица           | Гога               | ??                 | Цеца                      | изашла (37. дан)          | изашла (37. дан)          | изашла (37. дан)          | изашла (37. дан)          | изашла (37. дан)          | изашла (37. дан)          | изашла (37. дан)          | изашла (37. дан)          | изашла (37. дан)           | изашла (37. дан)           | изашла (37. дан)           | изашла (37. дан)           | изашла (37. дан)           | изашла (37. дан)           | изашла (37. дан)           | изашла (37. дан)           | изашла (37. дан)           | изашла (37. дан)           | изашла (37. дан)           | изашла (37. дан)           | изашла (37. дан)           | изашла (37. дан)           |                            |                      |                      |                      |                      |                      |
| Цуца             | Чедо             | Филип            | Гога               | ?                  | банована                  | избачена (36. дан)        | избачена (36. дан)        | избачена (36. дан)        | избачена (36. дан)        | избачена (36. дан)        | избачена (36. дан)        | избачена (36. дан)        | избачена (36. дан)        | избачена (36. дан)         | избачена (36. дан)         | избачена (36. дан)         | избачена (36. дан)         | избачена (36. дан)         | избачена (36. дан)         | избачена (36. дан)         | избачена (36. дан)         | избачена (36. дан)         | избачена (36. дан)         | избачена (36. дан)         | избачена (36. дан)         | избачена (36. дан)         | избачена (36. дан)         |                            |                      |                      |                      |                      |                      |
| Наталија         | Чедо             | Душица           | Гога               | ??                 | Цеца                      | изашла (36. дан)          | изашла (36. дан)          | изашла (36. дан)          | изашла (36. дан)          | изашла (36. дан)          | изашла (36. дан)          | изашла (36. дан)          | изашла (36. дан)          | изашла (36. дан)           | изашла (36. дан)           | изашла (36. дан)           | изашла (36. дан)           | изашла (36. дан)           | изашла (36. дан)           | изашла (36. дан)           | изашла (36. дан)           | изашла (36. дан)           | изашла (36. дан)           | изашла (36. дан)           | изашла (36. дан)           | изашла (36. дан)           | изашла (36. дан)           |                            |                      |                      |                      |                      |                      |
| Бапе             | Чедо             | Душица           | номинован          | ??                 | избачен (29. дан)         | избачен (29. дан)         | избачен (29. дан)         | избачен (29. дан)         | избачен (29. дан)         | избачен (29. дан)         | избачен (29. дан)         | избачен (29. дан)         | избачен (29. дан)         | избачен (29. дан)          | избачен (29. дан)          | избачен (29. дан)          | избачен (29. дан)          | избачен (29. дан)          | избачен (29. дан)          | избачен (29. дан)          | избачен (29. дан)          | избачен (29. дан)          | избачен (29. дан)          | избачен (29. дан)          | избачен (29. дан)          | избачен (29. дан)          |                            |                            |                      |                      |                      |                      |                      |
| Гаги             | Чедо             | Душица           | Бапе               | ??                 | дисквалификован (28. дан) | дисквалификован (28. дан) | дисквалификован (28. дан) | дисквалификован (28. дан) | дисквалификован (28. дан) | дисквалификован (28. дан) | дисквалификован (28. дан) | дисквалификован (28. дан) | дисквалификован (28. дан) | дисквалификован (28. дан)  | дисквалификован (28. дан)  | дисквалификован (28. дан)  | дисквалификован (28. дан)  | дисквалификован (28. дан)  | дисквалификован (28. дан)  | дисквалификован (28. дан)  | дисквалификован (28. дан)  | дисквалификован (28. дан)  | дисквалификован (28. дан)  | дисквалификован (28. дан)  | дисквалификован (28. дан)  | дисквалификован (28. дан)  |                            |                            |                      |                      |                      |                      |                      |
| Чедо             | номинован        | Душица           | Гога               | избачен (23. дан)  | избачен (23. дан)         | избачен (23. дан)         | избачен (23. дан)         | избачен (23. дан)         | избачен (23. дан)         | избачен (23. дан)         | избачен (23. дан)         | избачен (23. дан)         | избачен (23. дан)         | избачен (23. дан)          | избачен (23. дан)          | избачен (23. дан)          | избачен (23. дан)          | избачен (23. дан)          | избачен (23. дан)          | избачен (23. дан)          | избачен (23. дан)          | избачен (23. дан)          | избачен (23. дан)          | избачен (23. дан)          | избачен (23. дан)          |                            |                            |                            |                      |                      |                      |                      |                      |
| Деспот           | Чедо             | Душица           | Гога               | избачен (22. дан)  | избачен (22. дан)         | избачен (22. дан)         | избачен (22. дан)         | избачен (22. дан)         | избачен (22. дан)         | избачен (22. дан)         | избачен (22. дан)         | избачен (22. дан)         | избачен (22. дан)         | избачен (22. дан)          | избачен (22. дан)          | избачен (22. дан)          | избачен (22. дан)          | избачен (22. дан)          | избачен (22. дан)          | избачен (22. дан)          | избачен (22. дан)          | избачен (22. дан)          | избачен (22. дан)          | избачен (22. дан)          | избачен (22. дан)          |                            |                            |                            |                      |                      |                      |                      |                      |
| Александра       | Чедо             | Душица           | избачена (15. дан) | избачена (15. дан) | избачена (15. дан)        | избачена (15. дан)        | избачена (15. дан)        | избачена (15. дан)        | избачена (15. дан)        | избачена (15. дан)        | избачена (15. дан)        | избачена (15. дан)        | избачена (15. дан)        | избачена (15. дан)         | избачена (15. дан)         | избачена (15. дан)         | избачена (15. дан)         | избачена (15. дан)         | избачена (15. дан)         | избачена (15. дан)         | избачена (15. дан)         | избачена (15. дан)         | избачена (15. дан)         | избачена (15. дан)         |                            |                            |                            |                            |                      |                      |                      |                      |                      |
| Рајко            | Чедо             | избачен (8. дан) | избачен (8. дан)   | избачен (8. дан)   | избачен (8. дан)          | избачен (8. дан)          | избачен (8. дан)          | избачен (8. дан)          | избачен (8. дан)          | избачен (8. дан)          | избачен (8. дан)          | избачен (8. дан)          | избачен (8. дан)          | избачен (8. дан)           | избачен (8. дан)           | избачен (8. дан)           | избачен (8. дан)           | избачен (8. дан)           | избачен (8. дан)           | избачен (8. дан)           | избачен (8. дан)           | избачен (8. дан)           | избачен (8. дан)           |                            |                            |                            |                            |                            |                      |                      |                      |                      |                      |
| Веселин          | избачен (4. дан) | избачен (4. дан) | избачен (4. дан)   | избачен (4. дан)   | избачен (4. дан)          | избачен (4. дан)          | избачен (4. дан)          | избачен (4. дан)          | избачен (4. дан)          | избачен (4. дан)          | избачен (4. дан)          | избачен (4. дан)          | избачен (4. дан)          | избачен (4. дан)           | избачен (4. дан)           | избачен (4. дан)           | избачен (4. дан)           | избачен (4. дан)           | избачен (4. дан)           | избачен (4. дан)           | избачен (4. дан)           | избачен (4. дан)           |                            |                            |                            |                            |                            |                            |                      |                      |                      |                      |                      |
| Џаро             | изашао (4. дан)  | изашао (4. дан)  | изашао (4. дан)    | изашао (4. дан)    | изашао (4. дан)           | изашао (4. дан)           | изашао (4. дан)           | изашао (4. дан)           | изашао (4. дан)           | изашао (4. дан)           | изашао (4. дан)           | изашао (4. дан)           | изашао (4. дан)           | изашао (4. дан)            | изашао (4. дан)            | изашао (4. дан)            | изашао (4. дан)            | изашао (4. дан)            | изашао (4. дан)            | изашао (4. дан)            | изашао (4. дан)            | изашао (4. дан)            |                            |                            |                            |                            |                            |                            |                      |                      |                      |                      |                      |